# Nicolas Prévost
Pour les articles homonymes, voir Nicolas Prévost (homonymie) et Prévost.
Nicolas Prévost (1604-1670), né en 1604 à Paris dans le Royaume de France et mort le 6 février 1670 à Richelieu en Touraine, est un peintre français du XVIIe siècle. 

## Biographie

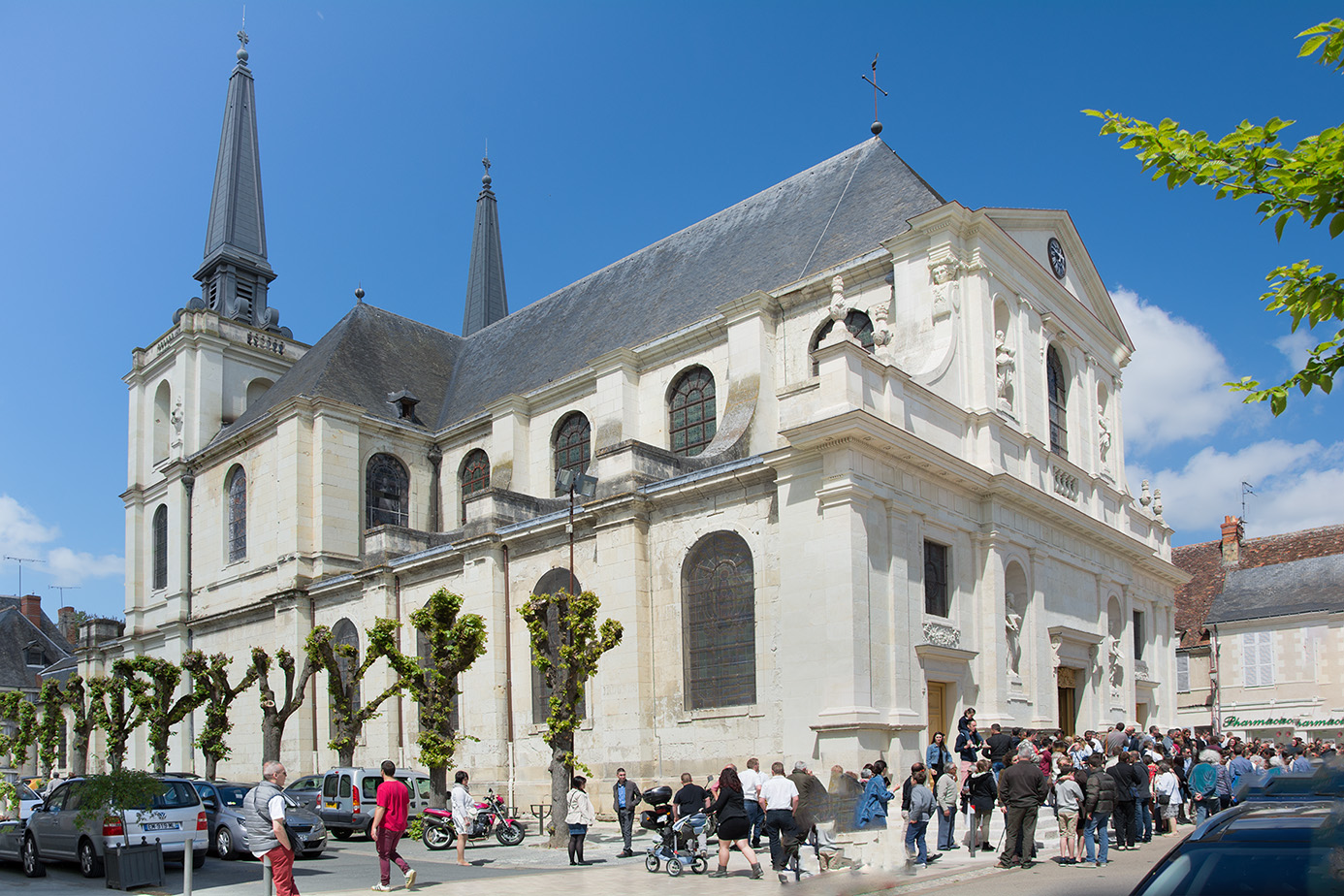
L'église Notre-Dame de Richelieu.

Nicolas Prévost est né en 1604 à Paris dans le quartier de la paroisse Saint-Nicolas-des-Champs, dans une famille d'artisans. En 1619, alors âgé de 15 ans, il se prépare à un apprentissage de cinq ans dans l'atelier de Quentin Varin, peintre du roi, qui habite rue du Grenier-Saint-Lazare comme la famille Prévost.
Protégé du cardinal de Richelieu, il participe de façon importante aux décors de son château en Touraine. Le 5 mai 1641 en l'église Notre-Dame de Richelieu, il épouse Antoinette Durand, fille de l'architecte Nicolas Durand et de Marguerite Simon.
Nicolas Prévost meurt le 6 février 1670 à Richelieu (Indre-et-Loire). Il est inhumé le 7 février 1670 dans l'église Notre-Dame de Richelieu « près du banc de la fabrice ».

## Œuvres

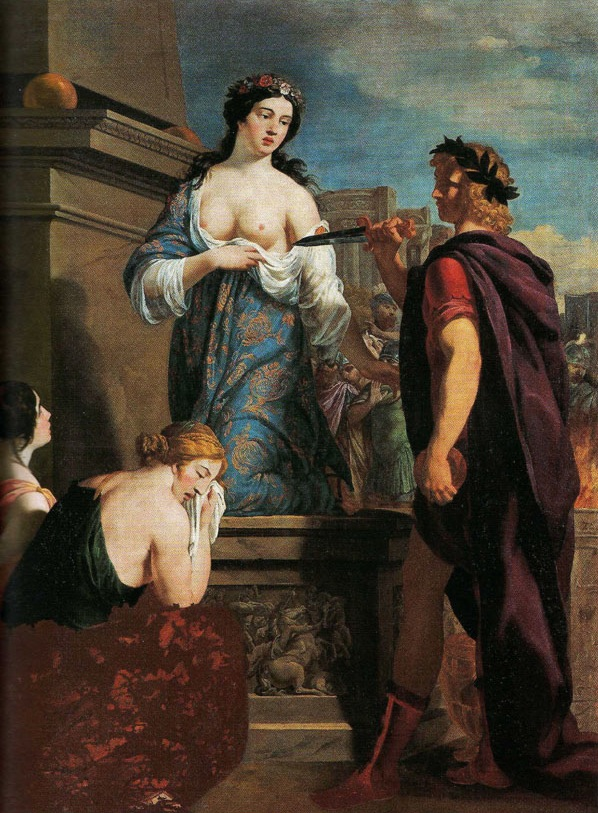
Le Sacrifice de Polyxène, Orléans, musée des beaux-arts.

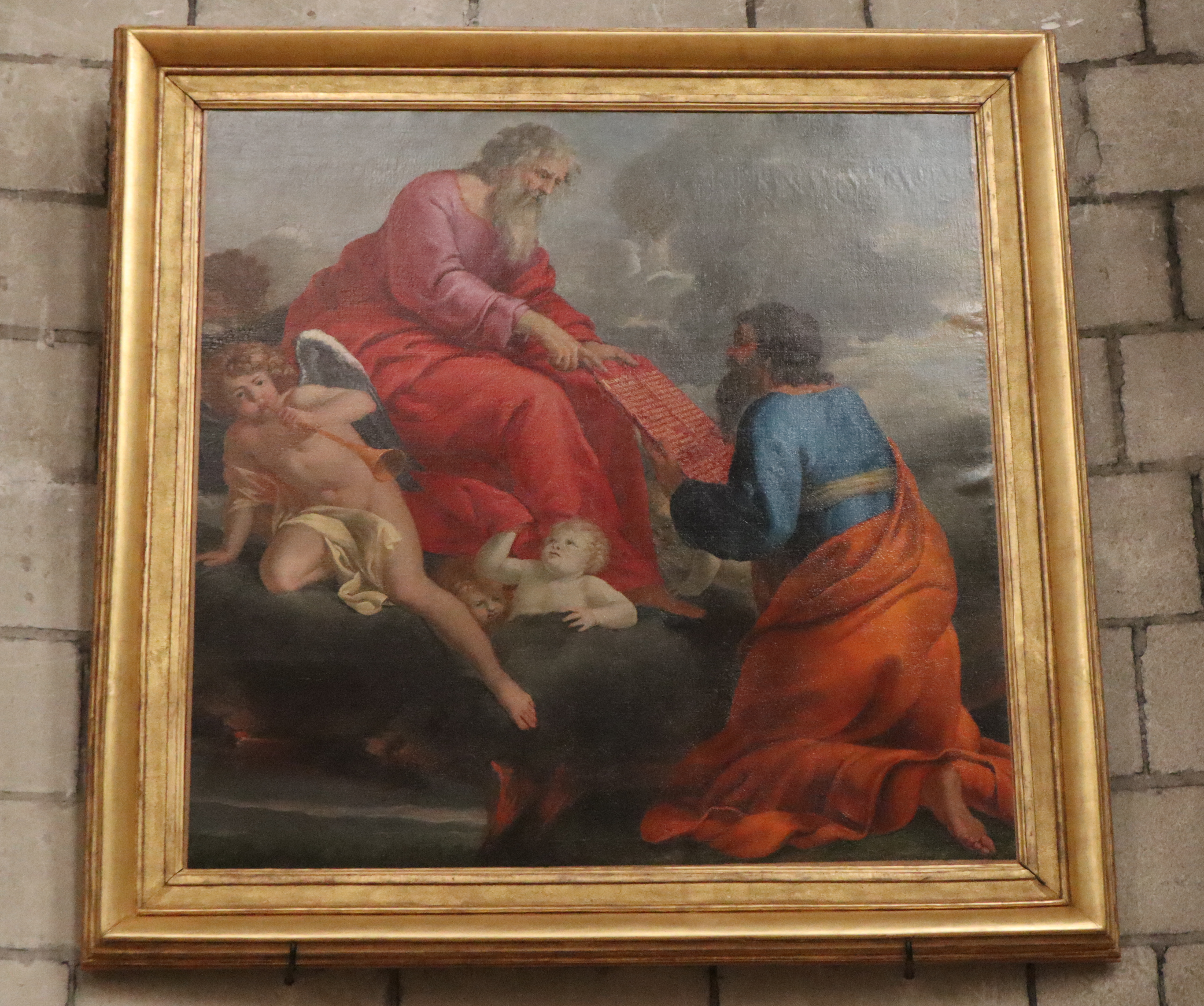
Moïse recevant les Tables de la Loi, Angers, église Saint-Joseph.

- Peintures provenant du château de Richelieu (aujourd'hui détruit) :
  - Le Sacrifice de Polyxène, Orléans, musée des beaux-arts.
  - Le Triomphe de Judith, Tours, musée des beaux-arts.
  - Salomon adorant les idoles, Orléans, musée des Beaux-Arts.
  - Moïse recevant les Tables de la Loi, Angers, église Saint-Joseph.
  - Le Baiser de la Paix et de la Justice, musée de Richelieu.
  - Porcia avalant les charbons ardents après la mort de Brutus, Orléans, musée des Beaux-Arts.
  - Série des Sept femmes fortes, collection particulière :
    - Artémise
    - Didon
    - Thomyris
    - La femme d'Asdrubal
    - Cléopâtre
    - Judith
    - Sophonisbe

  - Série des Trois vertus théologales, musée de Vendôme : 
    - La Foi et l'Espérance
    - La Charité

  - Série des Quatre vertus cardinales, musée de Vendôme :
    - La Force
    - La Justice
    - La Prudence
    - La Tempérance
- La décollation de saint Jacques, May de Notre-Dame de Paris 1641, perdu
- Orléans, musée des Beaux-Arts:
  - Salomon adorant les idoles, 1633-1636, huile sur toile, 183,5 x 170,5 cm[5].
  - Porcie avalant les charbons ardents après la mort de Brutus, 1636-1640, huile sur toile, 215,5 x 155 cm[6].
  - La Mauvaise fortune, 1640, huile sur toile, 124 x 83,5 cm[7].
  - Le Sacrifice de Polyxène sur le tombeau d’Achille, 1640-1660, huile sur toile, 211 x 155 cm[8].
  - Vulcain donnant des armes à Thétis pour Achille, 1640-1660, huile sur toile, 206 x 186 cm[9].
  - Salomon recevant l’hommage de la reine de Saba sous les traits d’Henri IV et Marie de Médicis, 1638-1642, huile sur toile, 161 x 161 cm[10].
  - Jeune Femme saisie par un homme barbu ailé accompagnée par un angelot (Vénus, l’Amour et le Temps ?), huile sur toile, 167 x 124 cm[11].